# Middle Island (Saint-Christophe-et-Niévès)
Middle Island est une ville située sur la côte ouest de Saint-Christophe-et-Niévès. C'est la capitale administrative de la paroisse Saint-Thomas Middle Island.

## Personnalités liées à la commune
Thomas Warner, gentilhomme anglais du Suffolk, explorateur et militaire britannique, qui fut le premier à implanter une colonie britannique sur l'île de Saint-Christophe-et-Niévès.

## Curiosités historiques
- L'église Saint-Thomas, une des plus vieilles églises anglicanes de Saint-Christophe-et-Niévès et des Caraïbes.